# Brenock O’Connor

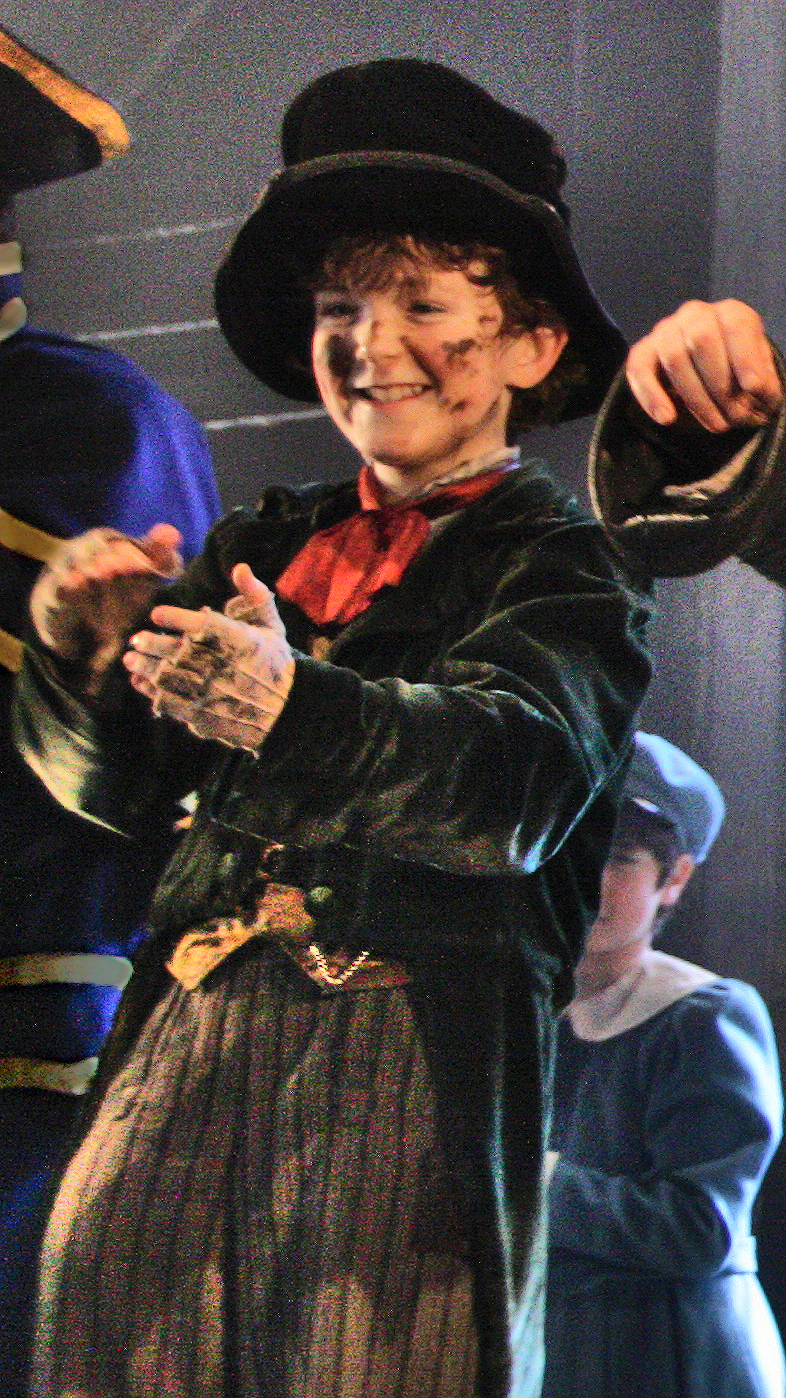
Brenock O’Connor in einer Theateraufführung von Oliver! (2013)

Brenock Grant O’Connor (* 9. April 2000 in Worthing, West Sussex) ist ein britischer Kinderdarsteller und Sänger.

## Leben und Karriere
Brenock O’Connor ging auf eine katholische Schule in Goring und besuchte die Theatre Workshop Stage School in Brighton. Er stand bereits im Alter von sechs Jahren auf der Theaterbühne in seiner Heimatstadt und erhielt für seine Darstellungen ein Theaterstipendium.
Bekanntheit erlangte O’Connor ab 2014 durch seine Darstellung des Waisenjungen Olly, der später ein Mitglied der Nachtwache wird, aus der Serie Game of Thrones. Im Finale der fünften Staffel, stach seine Figur seinen „Mentor“ Jon Schnee nieder, woraufhin er wütende Fanpost erhielt, da Jon eine Lieblingsfigur vieler Fans der Serie ist. Gleichzeitig wurde allerdings seine schauspielerische Leistung gelobt. So ist er 2016 u. a. für einen Saturn Award in der Kategorie Bester TV-Nachwuchsschauspieler nominiert.
Neben dieser Darstellung trat O’Connor auch in weiteren Serien, wie Holby City, Chickens und von 2015 bis 2016 in Dickensian, auf.

## Filmografie (Auswahl)
- 2012: Holby City (Fernsehserie, Episode 14x51)
- 2013: Chickens (Fernsehserie, Episode 1x04)
- 2014–2016: Game of Thrones (Fernsehserie, 17 Episoden)
- 2015: Young Hunters: The Beast of Bevendean
- 2015–2016: Dickensian (Fernsehserie, 12 Episoden)
- 2017: Another Mother’s Son
- 2017–2019: Living the Dream (Fernsehserie, 12 Episoden)
- 2018–2022: The Split – Beziehungsstatus ungeklärt (The Split,  Fernsehserie, 5 Episoden)
- 2018: The Bromley Boys
- 2019: Derry Girls (Fernsehserie, Episode 2x01)
- 2020–2024: Alex Rider (Fernsehserie, 16 Episoden)